# Simona Caparrini
Simona Caparrini es una actriz italiana, nacida en Florencia, Toscana. Habla tres idiomas  aparte de su natal italiano, francés e inglés, teniendo a su vez un buen nivel de español. Conocida principalmente por: To Rome with Love, dirigida por la leyenda del cine Woody Allen, donde interpreta al personaje de la tía Joan, una estricta miembro de la alta sociedad romana, junto con la actriz Penélope Cruz; y Romeo y Julieta, dirigida por Carlo Carlei, y protagonizada por Paul Giamatti, Damian Lewis, Hailee Steinfeld, Douglas Booth, Stellan Skarsgård, y Ed Westwick. Actualmente, Simona, está filmando para la Warner Bros. la película The Man from U.N.C.L.E, dirigida por Guy Ritchie.

## Biografía
Simona Caparrini, nativa de la región de Toscana, terminó sus estudios en la Academia de Drama de Génova, completando un programa de tres años. Tras recibir el título, se mudó a Nueva York, para estudiar interpretación en el Union Square Theatre con el actor americano George DiCenzo.

## Carrera
Nacida en una familia de fabricantes de calzados de la región de Montecatini Terme en los años 70, Simona debutó con Il muro di gomma, dirigida por el célebre realizador italiano Marco Risi. Después Alberto Sordi, una figura clave en el cine italiano, la eligió para que interpretara a Wilma, la hija de la exnovia del personaje de Alberto Sordi, en el film Nestore l'ultima corsa. La popularidad de Simona creció a partir de esta interpretación, hasta el punto de encargarse de promocionar la película en varias ciudades italianas junto con Alberto Sordi.
El mismo año tuvo un cameo en la oscarizada El cartero (y Pablo Neruda), interpretando al personaje Elsa Morante, acompañada por el actor Philippe Noiret y bajo la dirección de Michael Radford; después aceptó el rol de Ursula en la película Banditi (1995), donde también actuaba Ben Gazzara, y que fue dirigida por Stefano Mignucci; más tarde Simona protagonizó, junto con un variado elenco, el film Il cielo e' sempre piu' blu' (1996) dirigido por Antonello Grimaldi.
Simona interpretó distintos papeles en muchas series de televisión francesas, italianas y españolas. Entre ellas: Ein Haus in der Toscana (1993), dirigida por Gabi Kubach para la televisión alemana; Compañeros, dirigida por José Ramón Ayerra para la televisión española Antena 3; Marie Fransson (2000), dirigida por Christiane Spiero para la televisión francesa; Orgoglio (2004), donde Simona llevó a cabo un rol especialmente dramático, que recibió elogiosas críticas, interpretando a Elvira Graziani bajo la dirección de Giorgio Serafini y Vittorio De Sisti; la película de TV Doctor Clown (2008), dirigida por Maurizio Nichetti; el drama televisivo Il Mostro di Firenze (2009), dirigida por Antonello Grimaldi, y basado en una historia real, el Monstruo de Florencia, donde Simona interpretaba a Daniela Stefanacci, la madre de un joven brutalmente asesinado por el monstruo; Io e mio figlio- Nuove storie per il commissario Vivaldi (2010), una serie de TV filmada por Luciano Odorisio, y protagonizada por Lando Buzzanca; Una Buona stagione (2012), dirigida por Gianni Lepre, etc.
Simona ha seguido trabajando en Italia, Francia y los Estados Unidos, protagonizando varios largometrajes: en el año 2000 ganó visibilidad en la gran pantalla gracias a Io Amo Andrea (2000), donde interpretaba a Irene, junto con la actriz Francesca Neri, y bajo la dirección de Francesco Nuti; y en 2001, apareció en Suor Sorriso, un remake del film de culto basado en la historia real de Sœur Sourire, donde hacía de Clara (en rol de coprotagonista, y muy bien recibido por los críticos) y que fue dirigido por el americano Roger Deutsch; después llegó la comedia Nessun messaggio in segreteria (2005), dirigida por Luca Miniero y Paolo Genovese, donde Simona interpreta a una divertida secretaria, y que recibió grandes elogios de la crítica, junto con Carlo delle Piane y Pierfrancesco Favino; el film francés de ciencia ficción 8th Wonderland (2008), dirigido por Nicholas Alberny y Jean Mach; el éxito de taquilla Inmaduros (2011), dirigido por Paolo Genovese, donde Simona interpreta a Katia, una obstinada adicta al sexo que está permanentemente en terapia de grupo, junto con el actor Raul Bova; Interno Giorno (2011), un film dirigido por Tommaso Rossellini, donde Simona interpreta a Martina, la agente de la estrella del film, junto con Fanny Ardant; etc.

## Noticias recientes

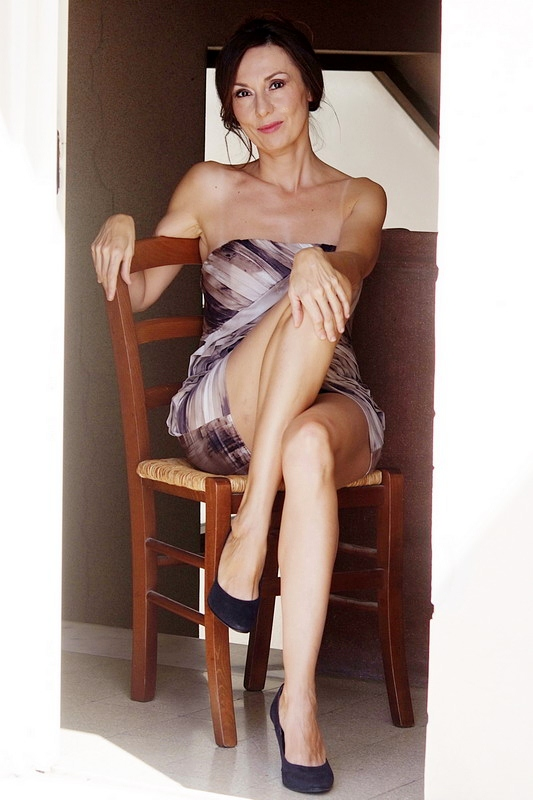
Simona Caparrini portrait de 2002.

El nombre de Simona Caparrini alcanzó en 2012 fama internacional, cuando Woody Allen la eligió para el papel de la tía Joan en su largometraje To Rome with Love. El film tuvo un lanzamiento mundial, ganando más de 70 millones de dólares y convirtiéndose en uno de los films de Woody Allen de mayor éxito comercial.
En 2013, apareció en el film Romeo y Julieta, dirigido por Carlo Carlei; en este caso se trataba de un cameo, donde interpretaba a una amiga de los Capuleto. El film contó con un reparto muy prestigioso: Paul Giamatti, Damian Lewis, Natascha McElhone, Hailee Steinfeld, y Douglas Booth.
En la actualidad Simona se encuentra filmando en Inglaterra el largometraje The Man from U.N.C.L.E., dirigido por Guy Ritchie. Aquí interpreta a Allegra, una condesa italiana.

## Filmografía

### Películas
- il muro di gomma de Marco Risi (1990)
- Nestore l’Ultima Corsa de Alberto Sordi (1994)
- El cartero (y Pablo Neruda), de Michael Radford (1992)
- Banditi de Stefano Mignucci (1995)
- Il cielo e' sempre piu' blu', de Antonello Grimaldi (1996)
- Io amo Andrea, de Francesco Nuti (Entre dos amores) (2000)
- The Accountant, de Glenn Gers (2000)
- Suor Sorriso, de Roger Deutsch (2004)
- Il Quaderno della spesa, de Tonino Cervi
- Andata e ritorno, de Alessandro Paci (2003)
- Nessun messaggio in segreteria, de Luca Miniero y Paolo Genovese (2005)
- 8th Wonderland de Nicolas Alberny y Jean Mach (2008)
- Immaturi de Paolo Genovese (Inmaduros) (2011)
- Interno Giorno, de Tommaso Rossellini (2011)
- To Rome with Love, de Woody Allen (2012)
- Romeo y Julieta, de Carlo Carlei (2013)
- Stai lontana da me, de Alessio Maria Federici (2013)
- The Man from U.N.C.L.E., de Guy Ritchie (2014)

### Televisión
- Ein Haus in der Toskana, de Gabi Kubach (1993) (Allemagne)
- Un Posto al Sole, de Cristiano Celeste (1996)
- Linda e il Brigadiere, de Gianfranco Lanzotti (1997)
- Compañeros, de José Ramón Ayerra (1998)
- Un prete tra noi, de Ludovico Gasparini (1999)
- Marie Fransson, de Christiane Spiero (2000) (France)
- Casa Famiglia, de Riccardo Donna (2000)
- Compagni di scuola, de Tiziana Aristarco (2001)
- Orgoglio, de Giorgio Serafini y Vittorio De Sisti (2004)
- Ho sposato un calciatore, de Stefano Sollima (2005)
- Capri, de Giorgio Molteni (2006)
- Don Matteo, de Elisabetta Marchetti (2006)
- Il Mostro di Firenze, de Antonello Grimaldi (2009)
- Doctor Clown, de Maurizio Nichetti (2010)
- Nuove storie per il Commissario Vivaldi, de Luciano Odorisio (2010)
- La ragazza americana, de Vittorio Sindoni (2011)
- Una Buona Stagione, de Gianni Lepre (2012)